# Засекин, Андрей Иванович Чёрный-Сосун
Князь Андрей Иванович Засекин по прозванию Чёрный-Сосун — воевода и судья в Казанском приказе во времена царствования Ивана IV Васильевича Грозного.
Из княжеского рода Засекины. Третий сын князя Ивана Ивановича Засекина Сосуна. Имел братьев, князей: воеводу Фёдора Ивановича, голову Даниила Ивановича и есаула и голову Ивана Ивановича Засекиных.

## Биография
Воевода в Костроме (1548). В Дворовой тетради упомянут тысячником 3-й статьи из Ярославских князей (1550). В октябре 1551 года написан тридцать вторым в третью статью московских детей боярских.  Первый судья в приказе в Казани (май 1555). Андрей Иванович с другими детьми боярскими поручился по И.В. Шереметьеву-Большому в его верности в 10.000 рублей (1564). Подвергнут опале и сослан в ссылку в Казань (1565). Имел свой двор в Казани (1565-1568). Годовал воеводой в Казани (1565). Назван среди тех воевод, которые попали в казанскую ссылку и у которых не были взяты поместья под Казанью. Помилован во вторую очередь (1566). Воевода в Казани, сперва четвёртым, потом третьим, а впоследствии пятым воеводою (1566-1568).
По родословной росписи показан бездетным.